# Stanisław Kleryka
Stanisław Kleryka, właściwie: Stanisław Gąsiorek, inne formy nazwiska: Anserinus, Stanisław z Bochni, krypt. S. K. (ur. przed 1504 w Bochni, zm. przed 4 lutego 1562) – polski poeta, przez wielu uważany za pioniera poezji renesansowej w Polsce.

## Życiorys
Urodził się przed 1504 w Bochni. Pochodził ze średnio zamożnej rodziny mieszczańskiej. Jego ojciec – też Stanisław – należał do cechu kowalskiego, przed 1528 został rajcą miejskim. Stanisław po ukończeniu bocheńskiej szkoły parafialnej, od 1519 odbywał studia wyższe na Akademii Krakowskiej. Tam mógł poznać twórczość tak znanych literatów i humanistów jak: Andrzej Frycz Modrzewski, Mikołaj Rej, Stanisław Hozjusz. W 1529 związał się z dworem królewskim Zygmunta Starego, od którego otrzymał stanowiska kapelana i dyrygenta nadwornej kapeli. Wierna służba królowi zaowocowała kolejnymi nadaniami : probostwem kolegiaty w Małogoszczu (1538), prepozyturą mansjonarzy w Wieliczce 1543 i wreszcie probostwem w Krakowie i prepozytura kolegiaty wiślickiej 1546. W 1538 ściągnął do Krakowa i otoczył opieką swojego siostrzeńca Łukasza Górnickiego, późniejszego autora Dworzanina polskiego. Zrzekł się również na rzecz jego rodziców swojego majątku rodzinnego w Bochni.
Gąsiorek zmarł prawdopodobnie na początku 1562 (przed 4 lutego). Jego poezja zaliczana jest do najpiękniejszych polskich liryków politycznych. Zdaniem wybitnego znawcy epoki, Henryka Barycza, to jemu, a nie Rejowi, powinno przysługiwać miano ojca nowożytnej poezji polskiej.

## Twórczość
Jako długoletni dworzanin królewski pisał utwory panegiryczne i wiersze poświęcone najważniejszym współczesnym wydarzeniom. Wiersze Kleryki w języku polskim pisane były regularnym sylabowcem (z nielicznymi odstępstwami). Mogły służyć jako teksty kantat wykonywanych podczas uroczystości.
W 1530 wyszły dwa wiersze poświęcone Zygmuntowi Augustowi podpisane nazwiskiem Kleryki: O powyższeniu Zygmunta Augusta królewicza na Księstwo Wielkie Litewskie, 1529 oraz O powyższeniu tegoż Zygmunta na Królestwo Polskie, 1530. Przypisywane są mu także wydane anonimowo w tym samym roku dwa utwory znane pod tytułem Cantiones due de electione incliti Regis Polonie Sigismundi secundi Augusti primi polonicum. Utwory te zawierają pochwałę dynastii i władcy, czynioną z perspektywy interesów Rzeczypospolitej. Podmiotem zbiorowym, wypowiadającym się w utworach, są poddani, co odróżnia je od panegiryków z XV w., które skupiały się głównie na adresacie pochwał. W 1539 Kleryka opublikował wiersz Na wesele krolewny Izabelle..., napisany z okazji wesela Izabeli Jagiellonki z królem Węgier Janem Zápolya.
Kleryka jest także autorem dość nietypowego utworu jak dla osoby duchownej, mianowicie Fortuny. Dziełko to jest obszernym zbiorem wróżb i przepowiedni napisanych w żartobliwej formie i stanowiący barwny dokument obyczajowy swojej epoki. O jej długoletniej popularności świadczą liczne przedruki w wieku XVII i XVIII, kiedy to Fortuna służyła jako książka do wróżenia i to zarobkowego.
Stanisławowi Kleryce przypisywane są także inne utwory polityczne o niepewnym autorstwie. Prawdopodobnie w 1541 ukazała się Pieśń o posiędzeniu i o zniewoleniu żałosnem ziemie węgierskiej… (Cantio de Hungaria occupata). Dzieło to wpisywało się w nurt turcyków, czyli utworów antytureckich związanych z podbojami Imperium Osmańskiego. Wiersz ten zachował się również w kopiach rękopiśmiennych w nieco zmienionej redakcji i z nutami. W dwóch rękopisach (z XVI i początku XVII w.) zachowała się anonimowa Pieśń o pruskiej porażce we wtorkowy dzień apostolski, składająca się z ponad 40 zwrotek opowiadających o bitwy pod Grunwaldem. Datowano ją na rok 1510 (setna rocznica bitwy), połowę XVI w. lub rok 1570. Autorstwo tej pieśni przypisywano również Łukaszowi Górnickiemu.
W 1556 Łazarz Andrysowicz opublikował tłumaczenie Psalmu LXX (W Tobie, Panie, nadzieję mam) podpisane inicjałami „S.K.”. Autorstwo przekładu przypisywane było zarówno Kleryce, jak i Stanisławowi Karnkowskiemu.
Być może Stanisław Gąsiorek był także autorem wielu innych, anonimowych pieśni i wierszy z okresu XVI w.

### Ważniejsze utwory
- O powyższeniu Zygmunta Augusta krolewicza na Księstwo Wielkie Litewskie, 1529; item: O powyższeniu tegoż Zygmunta Augusta krolewicza na Kralewstwo Polské. 1530, Kraków (po 20 lutego 1530), drukarnia M. Szarffenberg; przedr. E. Barwiński, L. Birkenmajer, J. Łoś Sprawozdanie z poszukiwań w Szwecji dokonanych z ramienia Akademii Umiejętności, Kraków 1914, s. 301-303, (unikat defekt. w Bibliotece w Uppsali)
- Na wesele krolewny Izabelle. O tejże krolowej Izabelli, Kraków 1539, drukarnia H. Wietor; wyd. przerysowe W. Bartynowskiego, Kraków 1884, przedr.: I. Chrzanowski, S. Kot Humanizm i reformacja w Polsce, Lwów 1927; J. Sokołowska "Poeci renesansu. Antologia", Warszawa 1959, Biblioteka Poezji i Prozy
- Fortuna, powst. 1539, (obszerny zbiór 4-wersowych przepowiedni z rzutów kostkami), wiad. podaje J. Woronczak "Elementy średniowieczne...", Z polskich studiów slawistycznych..., t. 2, Warszawa 1958, s. 257

### Utwory o autorstwie niepewnym
- Cantiones due de electione incliti Regis Polonie Sigismundi secundi Augusti primi polonicum (!), Kraków (na przełomie 1529/1530, przed 20 lutego 1530), drukarnia F. Ungler, przedr.: "pienie" drugie przedr. K. Piekarski Silva Rerum 1925 lipiec-wrzesień, kol. 965; całość zachowanego tekstu i podobizny K. Piekarski "Miscellanea bibliograficzne. II.", Przegląd Biblioteczny 1930 i odb.; egzemplarz defekt. w Bibliotece Jagiellońskiej; (autorstwo według H. Barycza i J. Krzyżanowskiego)
- tzw. Cantio de Hungaria occupata, wyd. pt. Pieśń o posiędzeniu i zniewoleniu żałosnem ziemie węgierskiej, (brak miejsca i roku wydania – według Estreichera: mylnie po 1550; według B. Chlebowskiego i H. Barycza 1541), fragmenty przedr. I. Chrzanowski Marcin Bielski, Warszawa 1906, s. 200-201; wyd. 2 Lwów 1926, s. 162. – red. odmienne w rękopisach: fragm. z rękopisu Biblioteki Załuskich ogł. J. Korzeniowski "Zapiski z rękopisów...", Archiwum do Dziejów Literatury i Oświaty w Polsce, t. 9 (1910), s. 136; całość z rękopisu Biblioteki Czartoryskich nr 282 ogł. A. M. Kurpiel Pamiętnik Literacki rocznik 11 (1912), s. 300-304; fragm. (z nutami): Muzyka polskiego Odrodzenia. Wybór utworów z XVI i początku XVII wieku, Warszawa 1953; Music of the Polish Renaissance. A Selection of Works from the XVIth and the Beginning of the XVIIth Century, Kraków 1955 (z nutami); wersja niewydana: rękopis Ossolineum nr 179/II k. 183; zestawienie wariantów rękopiśmienniczych z drukiem podaje H. Kapełuś "Cantio de Hungaria occupata", Pamiętnik Literacki rocznik 51 (1960), s. 412-416; unikat: Biblioteka Narodowa sygn. B. N. XVI. O. 261 (Zam. 347); przekł. angielski: fragm. P. Mroczkowski w: Music of the Polish Renaissance. A Selection of Works from the XVIth and the Beginning of the XVIIth Century, Kraków 1955, z nutami; (autorstwo według H. Barycza i H. Kapełuś)

### Przekłady
- Psalm Dawidów LXX (Inc.: In te Domine speravi...), przekł. polski pt. W Tobie, Panie, nadzieję mam..., Kraków 1556, drukarnia Łazarz Andrysowic, (z melodią Cypriana Bazylika); wyd. następne: Kraków 1558, drukarnia M. Siebeneicher; w: Pieśni postne..., (1558-1584), s. 42; przedr. według edycji 1: M. Wiszniewski Historia literatury polskiej, t. 6, Kraków 1844, s. 480-481; M. Bobowski "Polskie pieśni katolickie od najdawniejszych czasów do końca XVI wieku", Rozprawy AU Wydział Filologiczny, t. 19 (1893), s. 334-346, (tekst podpisany kryptonimem: S. K.; według M. Bobowskiego autor prawdopodobny Stanisław Karnkowski, według J. Dürr-Durskiego – Stanisław Kleryka), autorstwo przekładu przypisywano także Stanisławowi Karnkowskiemu[1]

### Materiały
- Testament, dat. 1554, rękopis: Biblioteka Czartoryskich nr 1288, s. 143-147
- Zatwierdzenie królewskie cesji probostwa wielickiego na rzecz Ł. Górnickiego, dat. w Wilnie 6 grudnia 1544, ogł. B. Czarnik Żywot Łukasza Górnickiego, Lwów 1883, s. 83-84